# Marta Pamuła
Marta Pamuła z d. Ciesiulewicz (ur. 6 marca 1995 roku w Dobrym Mieście) – polska siatkarka, występująca na pozycji przyjmującej. 

## Sukcesy klubowe
Mistrzostwa Polski kadetek:
- 2012[5]

Mistrzostwa Polski juniorek:
- 2012
- 2013, 2014

Mistrzostwo I ligi:
- 2021
- 2020

## Życie prywatne
W połowie czerwca 2021 roku poślubiła koszykarza Piotra Pamułę.